# Eugenio Burzaco
Eugenio Burzaco (Buenos Aires, 22 de enero de 1971) es un político y politólogo argentino, perteneciente al partido Propuesta Republicana (PRO). Se desempeñó como secretario de Seguridad del Ministerio de Seguridad de la Nación desde diciembre de 2015 hasta diciembre de 2019. Previamente se desempeñó como jefe de la Policía Metropolitana de Buenos Aires entre 2009 y 2011, y Diputado Nacional por el PRO entre 2005 y 2009.

## Carrera
Es hijo de los periodistas Raúl Horacio Burzaco, fundador del desaparecido diario Tiempo Argentino y de Ewa Dziewanowska, de origen polaco. Licenciado en Ciencias Políticas por la Universidad del Salvador, hizo un máster en Políticas públicas en la Universidad de Georgetown.
Fue asesor de seguridad del exgobernador de la provincia de Neuquén Jorge Sobisch cuando ocurrió el asesinato del docente Carlos Fuentealba, e integró la Secretaría de Inteligencia durante la presidencia de Fernando de la Rúa. En 2012 en España se emitió un documental sobre las Barras Bravas Argentinas realizado por la televisión española, sobre los negociados y la connivencia que existe entre los violentos y fiscales cómo Carlos Stornelli y Raúl Pleé y su estrecho vínculo con los líderes de la barra de Boca y River Plate, entre otros señalados por sus vínculos con los barras se encontraba Burzaco.
Presidió la Fundación Pensar junto a Julio Cirino, exagente de inteligencia Batallón de Inteligencia 601, célebre por los secuestros de detenidos-desaparecidos durante la dictadura. En 2010 fue citado a indagatoria, junto a otros funcionarios del gobierno de Mauricio Macri, por el caso de las escuchas ilegales que involucraban al exjefe de gobierno de la ciudad de Buenos Aires.
Fue nombrado en diciembre de 2009 como jefe de la Policía Metropolitana de Buenos Aires, siendo el primer jefe de esa institución sin ningún antecedente en una fuerza policial. Su designación se dio tras las fallidas designaciones sucesivas de los comisarios Jorge 'Fino' Palacios y Osvaldo Chamorro por parte del jefe de gobierno Mauricio Macri. Cuyas renuncias se debieron, en el caso de Jorge "Fino" Palacios, al procesamiento en la causa AMIA, mientras que Chamorro se vio envuelto en la citada causa por las intervenciones telefónicas irregulares. Al frente de la Policía Metropolitana, Burzaco fue defensor del uso de pistolas Taser. Además de las confrontaciones políticas dentro del seno del gobierno porteño en las que se vio envuelto, su gestión se vio empañada con un pedido de indagatoria por la "masacre del parque Indoamericano", un operativo policial que dejó un saldo de dos muertos y cinco heridos. Todos estos hechos desencadenaron su cese al frente de la Policía Metropolitana y la apertura de una causa por la que está siendo investigado por la justicia. Dirigió la División Operaciones Especiales Metropolitanas de la Policía Metropolitana, un grupo de asalto, donde se desempeñan doce militares, cuestionado por conflictos como los del Hospital Borda, el desalojo la sala Alberdi del teatro San Martín -donde dos periodistas fueron heridos con balas de plomo por la policía- y el Parque Centenario: en todos hubo desalojos violentos y uniformados bajo investigación.En 2013 se filtro que Eugenio Burzaco, entonces mano derecha de Patricia Bullrich al frente del Ministerio de Seguridad, era titular de una cuenta offshore en el Merril Lynch de Nueva York y fue el responsable de juntar casi 4 millones de dólares para cubrir la fianza de su hermano Alejandro Burzaco ex CEO de Torneos y Competencias del grupo clarin, imputado en Estados Unidos en el marco del juicio por el FIFAgate, el mayor escándalo de corrupción en la historia del fútbol.
En diciembre de 2011, luego de abandonar la Policía Metropolitana pero no así su militancia en el PRO de Macri, pasó a desempeñarse como CEO en una empresa de seguridad privada y jefe de seguridad del Club Atlético River Plate, donde habría tenido fuertes encuentros y desencuentros con los barra bravas.Durante su paso por el ministerio la prensa denunció la existencia de redadas nocturnas con policías encapuchados, patrullajes en autos sin identificación, las torturas, la criminalización de la protesta con penas no excarcelables y hasta el arresto de abogados defensores de detenidos.
En 2013 fue citado a indagatoria en el marco de la causa penal relacionada con el operativo en el Parque Indoamericano, a cargo de la jueza Berdión de Crudo del Juzgado de Instrucción N.º 47, frente a quien el CELS reclamó también el procesamiento de otros jefes policiales tanto de la Metropolitana como de la Policía Federal.
En diciembre de 2015 el presidente Mauricio Macri lo designó Secretario de Seguridad, dependiente de la cartera de Seguridad de la Nación, en reemplazo de Sergio Berni. En enero de 2016 se denunció que tanto él como la ministra de Seguridad Patricia Bullrich y su par bonaerense, Cristian Ritondo, mantuvieron una reunión "secreta" con uno de los condenado del triple crimen, Martín Lanatta.
En 2016, a raíz del escándalo conocido como Michettigate, el fiscal Ariel Lijo solicitó indagar sobre un conjunto de fundaciones ligadas al PRO que están en la mira como posibles fuentes de financiamiento ilícito del partido. A raíz de su caso, se comenzó a investigar el funcionamiento de otras fundaciones similares del PRO tales como Fundar Justicia y Seguridad de Eugenio Burzaco o Formar que dirige el ministro de Transporte, Guillermo Dietrich. Incluso se avanzó sobre la extinta Creer y Crecer, que conducía el intendente de Lanús, Néstor Grindetti.
También en 2016, aún al frente de la Secretaría de Seguridad de la Nación, el nombre de Eugenio Burzaco aparece ligado al FIFA-Gate por el pago de la fianza para conseguir la excarcelación y prisión domiciliaria para su hermano Alejandro Burzaco de una prisión en Estados Unidos. El secretario Burzaco habría aportado unos 3 millones de dólares en efectivo y otros 15 millones en certificados de acciones de la propia empresa TyC Sports, de la que su hermano Alejandro fuera CEO, y que fue la empresa desde donde se pagaron las comisiones ilegales a la CONMEBOL y a la FIFA investigadas por la justicia norteamericana. Durante su gestión se produjo un fuerte aumento de la inseguridad: subieron un 63 por ciento los robos, un 55,4 por ciento las estafas, un 50 por ciento los secuestros, y los homicidios en ocasión de robo se dispararon un 25 por ciento. Entre los hechos delictivos que más aumentaron están los considerados como otros hurtos agravados con uso de arma blanca tuvieron una escalada del 63,3 por ciento anual, pasaron de 818 a 1.336 en 2018- las estafas tuvieron un incremento del 55,4 por ciento, seguido por los secuestros extorsivos, con una suba histórica del 50 por ciento, los delitos contra la propiedad. Los hurtos se acrecentaron un 29,6 por ciento, 15.292 episodios más; el robo tuvo un alza del 17,2 por ciento (de 74.157 a 86.935), y el robo agravado con arma de fuego un 38.
En 2019 se vio involucrado en el Stornelligate cuando se filtraron una serie de audios que comprometerían al fiscal Bidone y a Eugenio Burzaco, acusado de extorsionar en nombre de Carlos Stornelli. Según los audios filtrados indicaban una maniobra de cobro de coimas y blanqueo de dinero para utilizar presidiarios en trabajos privados En los audios aparecía cuenta un negocio con Juan Bidone (fiscal bonaerense), Eugenio Burzaco y una empresa de personal temporario para poner presos a trabajar precarizados en empresas que reciben subsidios por lo que él fiscal cobraba una comisión y Burzaco un soborno. Tanto el fiscal como uno de los involucrados compartían un negocio con el secretario de Seguridad Eugenio Burzaco. La maniobra consistía en pasarle a Bidone la nómina de presos en condiciones de hacer salidas transitorias, que podían ser contratados por una paga ínfima por aquella empresa. D’Alessio cobraría mil pesos por cabeza y los compartía con Burzaco. En posteriores audios se escuchaba la voz de Burzaco debatiendo con un jefe de la bonaerense el destino de venta de 300 kilogramos de cocaína que según se desprendía de los audios filtrados ya habían sido cambiados por azúcar antes para ser incinerados.
En abril de 2016, la investigación periodística sobre guaridas fiscales denominada "Panama Papers", aportó documentación que demuestra que su hermano Alejandro Burzaco compartía sociedades con Eugenio en una red de sociedades offshore inscriptas a través del bufete panameño Mossack Fonseca, desde las que realizó operaciones por más de 370 millones de dólares en coimas «para obtener los derechos de TV de la Copa Libertadores durante 14 años».Rehenes de la violencia. Atlantida. 2001. ISBN 9789500825139.

## Libros publicados
- Mano justa: una reflexión sobre la inseguridad pública y una propuesta para superar la crisis. En coautoría con Diego Gorgal y Germán C. Garavano. El Ateneo. 2004. ISBN 9500258935.
- El poder narco. En coautoría con Sergio Berensztein. Sudamericana. 2014. ISBN 9789500749251.[43]